# 民族学方法论
民族学方法论（英語：Ethnomethodology），也叫“常人方法学”、“民俗学方法论”、“本土方法论”、“俗民方法論 （页面存档备份，存于） ”，是对人们用来了解他们作为一部分所处的社会世界的方法的研究。
常人方法学拒绝用分析者的标准理解来理解人，而倾向于通过人自己的范畴工具来分析他们自身。
俗民方法论重视从微观层次研究社会秩序的构成与运作，例如，人们如何在日常生活中做性别（doing gender），研究的策略采取“破坏性实验”，或选取特殊个案，以悬置研究者视为理所当然的社会规范与习惯。简言之，对俗民方法论的研究来说，微观日常生活即是社会，必须选取特殊的情境或个案来进行研究。

## 理论起源
美国社会学家哈罗德·加芬克尔（Harold Garfinkel）是民族学方法论的鼻祖。加芬克尔的理论在 乔治·赫伯特·米德（George Herbert Mead）角色理论、胡塞尔（Edmund Husserl）现象学、阿尔弗雷德·舒茨（Alfred Schutz）为代表的现象学社会学、英国日常语言哲学基础上发展而来，假定社会具体而非抽象，社会仅在其成员觉察到它存在时才存在，重视对社会成员在建构、解释他们所处社会时所使用之方法进行考察。这种方法论中，社会成员组织社会活动、并使活动具有共同的意义的规则和程序来被称作民族方法或本土方法，该方法被视作社会的基石。它看重人们行为的微观面，反对实证主义学派。
该方法论的主要概念有：考虑——指社会成员解释社会的过程；指示性——指一切行为对应于社会情境；省略原则——人类对交往中不清晰原则的忽视；文件方式——探寻隐意以相互理解；自然语言——语言的连续性。
民族学方法论注意经验研究，发展了马克斯·韦伯的理解的社会学。